# Monaca

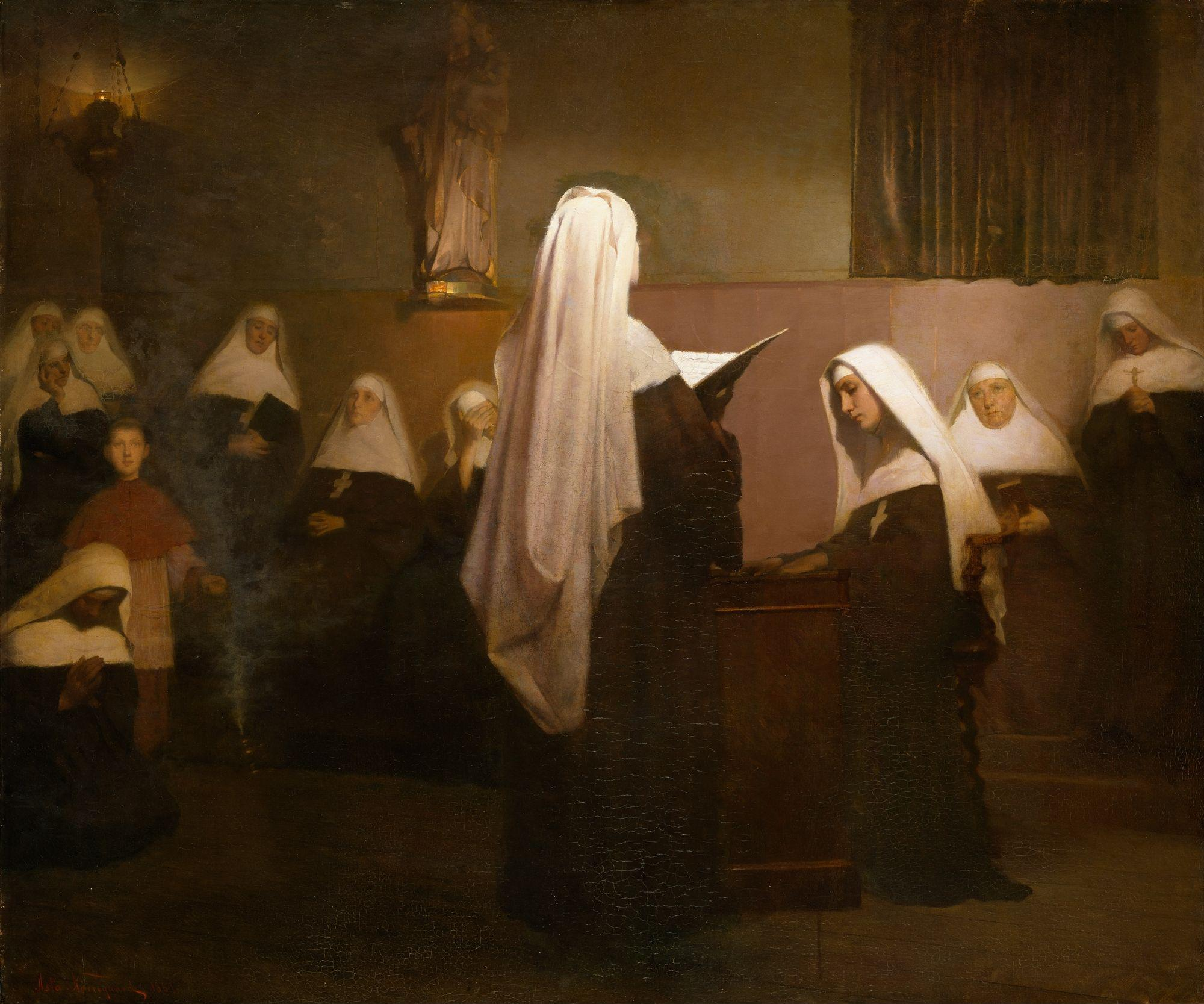
La messa della notte di Natale celebrata in un monastero di religiose francesi, dipinto di Asta Nørregaard (1889)

Il monachesimo femminile è previsto in diverse religioni: nel Buddhismo, nel Cristianesimo, nell'Induismo e nel Taoismo, sebbene i compiti e le funzioni differiscono profondamente tra una religione e l'altra.

## Cristianesimo

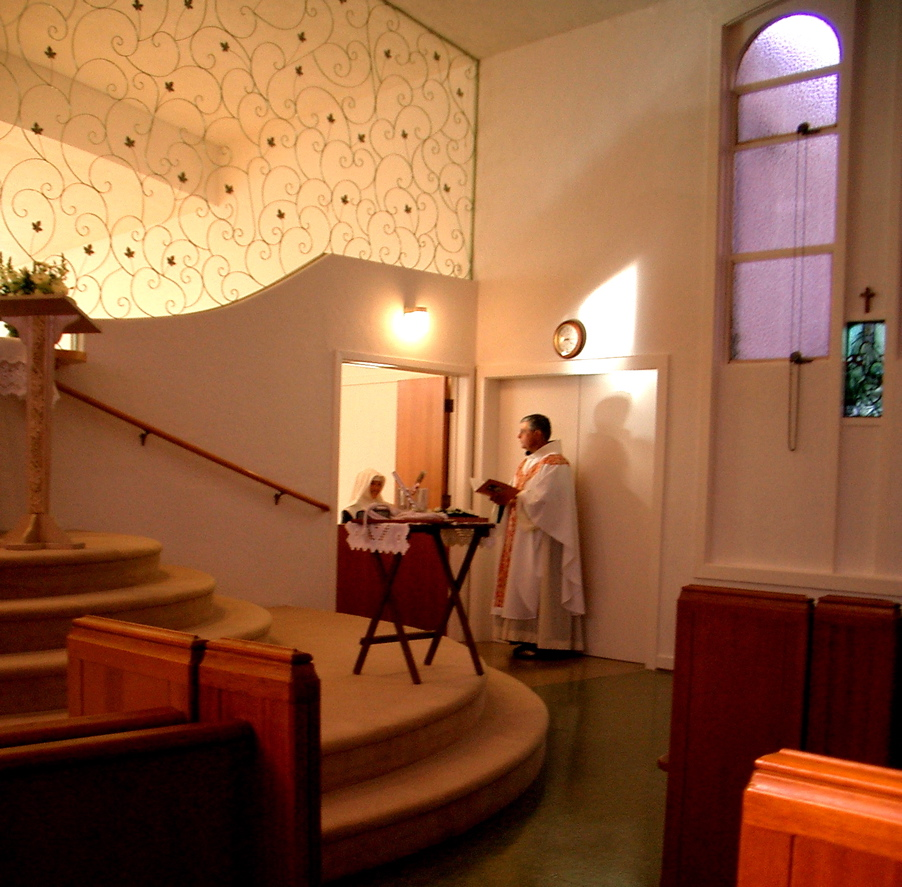
Vestizione di una monaca cristiana.

Nel cristianesimo una monaca è una donna inserita in un ordine religioso che segue una regola monastica, di solito in occidente la regola benedettina o agostiniana, nell'oriente greco la regola basiliana. 
Nella Chiesa latina, le monache sono solitamente collegate a un ordine maschile, del quale condividono il carisma, e godono degli stessi privilegi. Emettono almeno tre voti religiosi (povertà, obbedienza, castità) in forma solenne.
Vivono in monasteri canonicamente autonomi retti da una badessa o priora: spesso indossano un abito religioso particolare. La regola benedettina comprende oltre alla preghiera anche delle attività lavorative.

## Religioni orientali
Le monache buddhiste trascorrono una vita pressoché identica a quelle dei monaci maschi, e come questi si radono il capo e vestono il tipico abito arancione. Nel Taoismo è rintracciabile una medesima situazione: come i monaci, anche le monache vestono in blu, bianco o nero e si occupano delle attività monastiche, trascorrendo una vita l'insegna dei valori di purezza, compassione, carità e seguendo una dieta vegetariana. L'equivalente nello Shintoismo è la miko.